# Список умерших в 537 году

## Июнь
- 20 июня — Сильверий, Папа Римский (536—537).

## Дата смерти неизвестна или требует уточнения
- Вигор из Байё, французский епископ и христианский миссионер.
- Исидор Милетский, византийский математик и архитектор.
- Кадо ап Геррен, король Думнонии (508—537?).
- Фортунат из Тоди, епископ Тоди, святой.